# الواد المالح (إقليم المحمدية)
الواد المالح هو نهر شمال غرب المملكة المغربية، مصب واد المالح، المتجه بالقرب من المحيط الأطلسي، يخترق مدينة المحمدية من الجهة الجنوبية التي تبعد عن الدار البيضاء بحوالي 30 كلم.